# Литвиненко Михайло Семенович
Литвиненко Михайло Семенович (1 квітня 1927, с. Кибинці Миргородського району Полтавської області — 30 травня 2020, Київ) – український хоровий диригент, багаторічний регент митрополичого хору Української православної церкви, композитор. Заслужений діяч мистецтв України (2002).

## Біографія
Народився 1 квітня 1927 року на хуторі Проскурин неподалік с. Кибинці Миргородського р-ну Полтавської області в робітничій сім'ї. З 14 років почав співати на криласі Свято-Михайлівського православного храму рідного села. Пережиті з дитинства розкуркулення родичів, Голодомор і воєнне лихоліття вплинули на формування антирадянських поглядів: так, за відмову вступати до комсомолу юнакові видали атестат із незадовільними оцінками замість срібної медалі. В подальшому, свідомий протест проти пануючого режиму автоматично виявляв майбутнього діяча як «неблагонадійного» і давав привід до політичних цькувань.
У 1947 році став студентом Київського політехнічного інституту, але невдовзі забрав документи через конфлікти на ідеологічному ґрунті. 1948–52 — навчався в Київській духовній семінарії, яка тоді знаходилася у стилобаті Андріївського собору. Отримав регентську практику в церковних хорах Києва (Володимирський та Андріївський собори, Хрестовоздвиженський храм на Подолі, Троїцька церква (на колишній Республіканській, знесена у 60-тих роках), Миргорода (Успенський собор) і Полтави (кладовищенський храм на честь Всіх Святих). Навесні 1952 за доносом одногрупника був заарештований і звинувачений в «антирадянській пропаганді й агітації з використанням націоналістичних і релігійних забобонів». Упродовж трьох з половиною років відбував покарання в Лук'янівській колонії і виправному таборі на річці Унжа (нині — Нижньогородська область, РФ). Очолив самодіяльний хор та оркестр Унж-ЛАГу, отримав звання годинникаря-реставратора вищої кваліфікації.
Після звільнення в 1955 керував хорами Києво-Печерської Лаври і Свято-Вознесенської церкви, що на Деміївці; наступного року — завершив навчання в Одеській духовній семінарії, служив помічником регента Успенського кафедрального собору м. Одеси.
У зв'язку із неможливістю отримати прописку, впродовж 20 років змінив 14 місць проживання. До початку хрущовської антирелігійної кампанії деякий час регентував у Шепетівці та Смілі (храми на честь Покрови Божої Матері). В 1961 заочно закінчив теоретичне відділення Московського народного університету культури, в 1971 — Харківський державний інститут культури (клас диригування — Євмен Мариківський), стажувався в капелі «Думка» (керівник — Михайло Кречко).
З 1962 по 1968 рр. був змушений облишити регентську діяльність й офіційно працевлаштуватися хормейстером Миргородської самодіяльної хорової капели (що отримала звання народної в 1965). Також керував народним хором санаторію «Миргород» (1968–1969), жіночим ансамблем «Веселка» Полтавської філармонії (1969–1970), цеховим хором заводу «Мотор Січ» м. Запоріжжя (1970). Самодіяльний хор Палацу культури імені Ф. І. Котлова та ансамбль пісні й танцю гарнізонного Будинку офіцерів м. Кременчук, з якими митець працював у 1971–1975 рр., здійснювали гастрольну і концертно-просвітницьку діяльність. Зокрема, хор Крюківського вагонобудівного заводу виступав у Болгарії (м. Боровець і Шипка, 1972), військовий ансамбль — у РФ (турне по т. з. «золотому кільцю», 1975).
Михайло Литвиненко здобув визнання як керівник митрополичого хору УПЦ — Володимирського кафедрального собору (1975—1992) та Києво-Печерської Лаври (1992—2008). За визначний внесок у розвиток хорової культури першим з церковних регентів на теренах колишьного СРСР удостоєний почесного звання заслуженого діяча мистецтв України (2002). Кавалер церковних нагород (зокрема, ордена святого рівноапостольного князя Володимира трьох ступенів). Йому присвячені статті в національних енциклопедичних виданнях, книга спогадів Володимира Глушка «Пою Богу моему…» (2001), дисертаційне дослідження (2017), ряд публікацій у науковій, конфесійній, культурно-аналітичній і газетній періодиці.
2009 року вийшов на пенсію. В останні роки служив півчим братського хору Києво-Печерської лаври (регент — архімандрит Полікарп (Ліненко)).
Помер у Києві 30 травня 2020 року.

## Керівник митрополичого хору Української Православної Церкви
Упродовж 33 років Михайло Литвиненко очолював Київський митрополичий хор УПЦ. Беручи до уваги реальні обставини атеїстичної доби, зокрема специфічну функцію цього колективу, яка обмежувалась обслуговуванням богослужінь і заходів винятково в межах релігійної інституції, — попри все митцеві вдалося сформувати співацький осередок і зробити вагомий внесок у відродження вітчизняної духовної спадщини. Від дати святкувань Тисячоліття Хрещення Русі (червень-липень 1988), хор виступав на провідних концертних сценах столиці, здійснював студійні записи, брав участь у зйомках кінофільмів. «Художній хор Литвиненка» (так називали цей колектив у парафіяльних колах), — один з перших у пострадянський період репрезентував українську духовну музику за кордоном: у Фінляндії (м. Турку і Тампере, 1990) та Німеччині (м. Камен-Ґеєрен, 1994; Ганновер, Мюнхен, Аугсбург, Штутгарт, 1995).
Діяльність митця з хором Київської митрополії помітно вплинула на розвиток національної культури в цілому. У різний час під його керуванням за богослужіннями співали народний артист УРСР Петро Білинник, хормейстер Національної опери Олександр Тарасенко, композитор і регент хору КДАіС архімандрит Роман (Підлубняк), вчена-мистецтвознавець Лілія Терещенко-Кайдан, керівник Патріаршого хору УПЦ КП Вероніка Матвієнко, регент дитячого хору Києво-Печерської Лаври Тетяна Войцеховська.
Михайло Литвиненко є упорядником однієї з найбільших у Радянському Союзі колекцій партитур богослужбових творів, яка зберігалась у Володимирському соборі до 1992 року.
Надавав консультації та нотні матеріали хоровим диригентам (Павло Муравський, Євген Савчук, Мстислав Юрченко), науковцям (Тетяна Гусарчук, Олена Немкович), композиторам богослужбової музики (Микола Цололо), ведучим мистецьких теле- і радіопрограм (Світлана Артеменко, Неля Даниленко), а також регентам церковних хорів.
Брав активну участь в культурно-просвітницьких заходах, присвячених проблемам богослужбового співу. Виступав з інтерв'ю у пресі та засобах масової інформації.

## Сім'я
Мав двох синів: Литвиненко Василь Михайлович і Литвиненко Юрій Михайлович.

## Нагороди
1. Заслужений діяч мистецтв України (2002);
2. Орден князя Володимира: 3 ст. (1977), 2 ст. (2002), 1 ст. (2017);
3. Орден преподобного Нестора Літописця - 2 ст. (1997);
4. "Різдво Христове 2000" - 1 ст. (2000);
5. Преподобних Антонія та Феодосія - 2 ст. (2007);
6. Преподобного Сергія Радонезького - 2 ст. (2009).

## Твори
Є автором близько 20 богослужбових композицій. Серед найвідоміших – «Величить душа моя Господа», «Хваліте ім'я Господнє», «Іс полла еті, деспота». У своїй творчості продовжує традиції видатних майстрів українського православного співу – Кирила Стеценка, Петра Гончарова, Григорія Давидовського. Твори Михайла Литвиненка ввійшли до репертуару хорів України, РФ, Фінляндії, Німеччини, Англії.

## Нотографія
1. Божественная Литургия: Богослужебные песнопения Православной Церкви [учеб. пособие.] / сост., ред., коммент. Д. Болгарского [Литвиненко М. «Ис полла эти, деспота»: д. муж. хора.] Киев: Изд. Свято-Троицкого Ионинского монастыря, 2004. 537 с.
2. Всенощное Бдение: Утреня: Богослужебные песнопения Православной Церкви [учеб. пособие.] / сост., ред., коммент. Д. Болгарского [Литвиненко М. «Хвалите имя Господне», «Величит душа моя Господа», «Свят Господь Бог наш»: д. смеш. хора.] Киев: Изд. Свято-Троицкого Ионинского монастыря, 2014. 623 с.
3. Литвиненко М. Свят Господь Бог наш [Архівовано 18 листопада 2017 у Wayback Machine.] [ноты: д. муж. хора.]
4. Литвиненко М. Трисвятое[недоступне посилання з липня 2019] [ноты: д. смеш. хора.]
5. Михайлу Литвиненку — 90: збірка духовних творів / упоряд. І. Кондратенко. Чернігів: Вера и жизнь, 2017. 88 с.

## Галерея

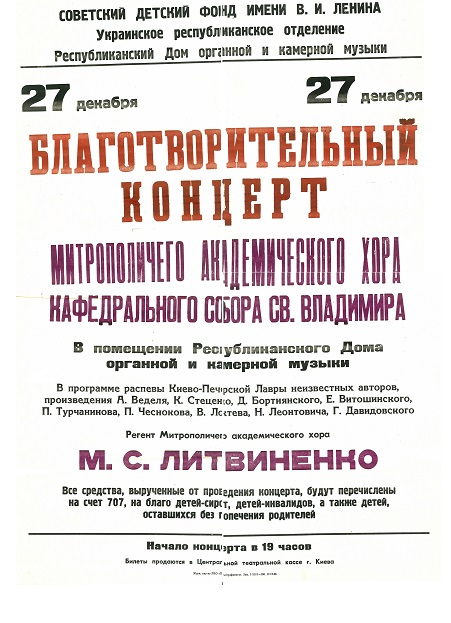
Афіша одного з концертів митрополичого хору Володимирського собору (1988 р.)
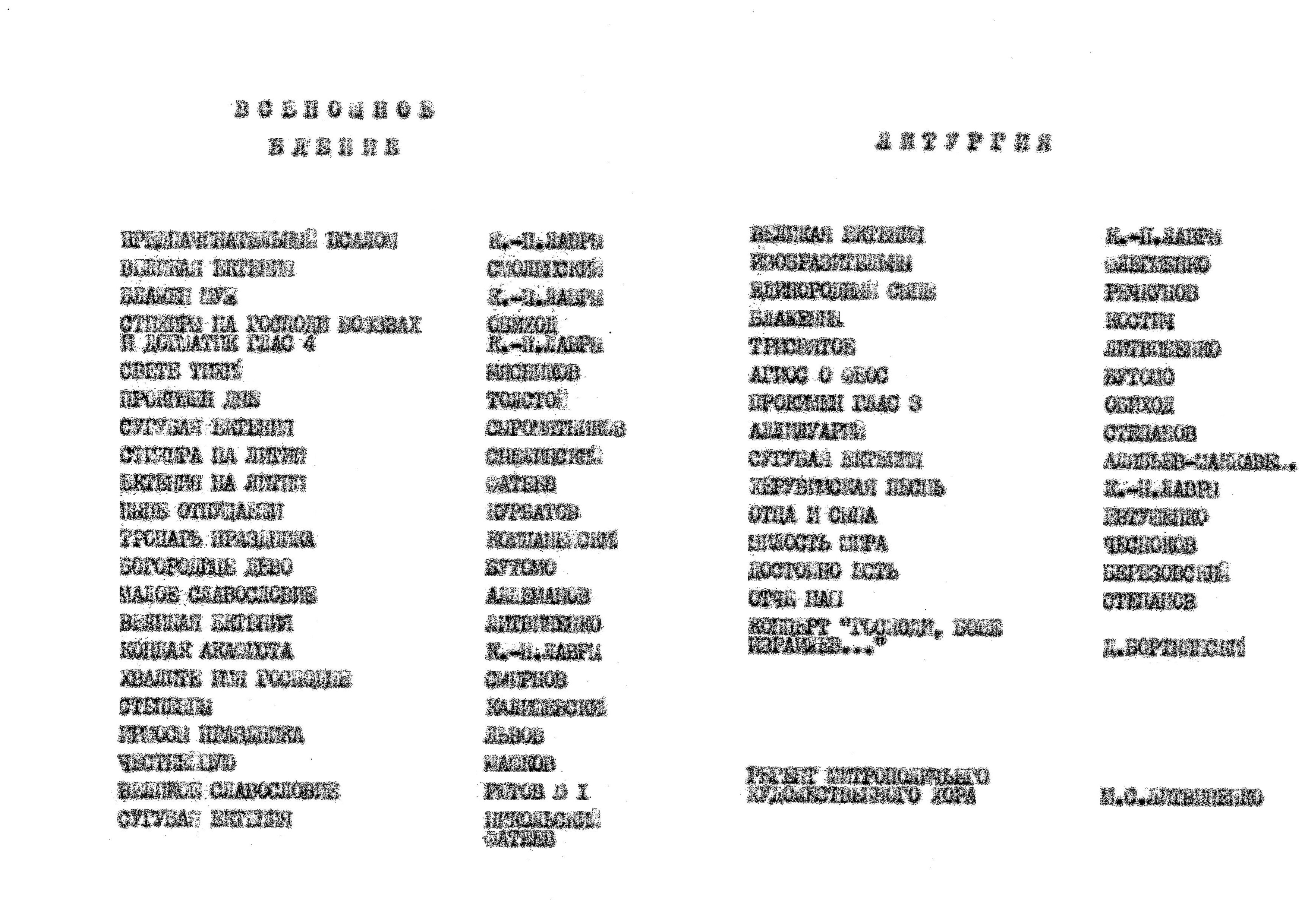
Репертуарний список богослужіння митрополичого хору Володимирського кафедрального собору (свято князя Володимира, 1987 р.)

## Дискографія
1. Акафист Успению Пресвятыя Богородицы [аудіозапис]: піснеспіви акафіста Успінню Києво-Печерського розспіву / об'єднаний чоловічий хор Києво-Печерської Лаври під упр. протодияк. Д. Болгарського [тріо «В молитвах неусипаючу», «Єгда преставленіе»; соло баса — М. Литвиненко.] Київ: Студія звукозапису Києво-Печерської Лаври, 2001. Комплект із 2-х ел. опт. дисків (CD-ROM).
2. Вознесох избранного от людей Моих [аудіозапис]: богослуж. піснеспіви різних авторів / митр. хор Володимирського кафедрального собору м. Києва під упр. М. Литвиненка [його ж: «Святий Боже», «Свят Господь Бог наш».] Москва: Мелодія; Видав. Моск. Патріархії, 1988. Серія «Тисячоліття Хрещення Русі». Частина V. Альбом із 3 грамплатівок (LP). Платівка третя. Запис 1987 р.
3. Господи Боже мой, во дни воззвах и в нощи пред Тобою [аудіозапис]: піснеспіви Всенічної різних авторів / митр. хор Свято-Успенської Києво-Печерської Лаври під упр. М. Литвиненка [його ж: «Величить душа моя Господа».] Київ: Студія звукозапису Києво-Печерської Лаври, 1999. 1 ел. опт. диск (CD-ROM).
4. От восток солнца до запад. Божественная Литургия [аудіозапис]: піснеспіви Літургії різних авторів / братський хор Києво-Печерської Лаври під упр. ієродияк. Геронтія (Борисевича) [Литвиненко М. «Іс полла еті, деспота».] Київ: Студія звукозапису Києво-Печерської Лаври, 2005. 1 ел. опт. диск (CD-ROM).
5. Поем Богу нашему, дондеже есмы [аудіозапис]: богослужбові твори різних авторів / митр. хор Києво-Печерської Лаври під упр. М. Литвиненка [його ж: «Хваліте ім'я Господнє».] Львів: Студія Лева, 2008. 1 ел. опт. диск (CD-ROM).
6. Boyan Ensemble of Kiev [record]: Orthodox chants and Ukrainian folk songs / direct. Y. Kuratch [Lytvynenko М. «Holy the our Lord God».] Kyiv, 2008. 1 el. opt. disk (CD-ROM).
7. Do not hide Your face from me [record]: sacred music by Ukrainian authors / male chamber choir Boyan Ensemble under direct. Y. Kuratch [Lytvynenko М. «My soul doth magnify the Lord»; soloists — V. Ivanenko, І. Ishchak.] Kyiv, 2000. 1 el. opt. disk (CD-ROM).
8. Sacred Orthodox chants and songs of Ukraine [record]: the Boyan Ensemble of Kyiv under direct. Y. Kuratch [Lytvynenko М. «My soul doth magnify the Lord»; soloists — V. Ivanenko, І. Ishchak.] Kyiv: Bristol, St. Georges, 2010. 1 el. opt. disk (CD-ROM).
9. The Boyan Ensemble of Kiev [record]: Ukrainian sacred chants and carols / the Boyan Ensemble of municipal male capella by L. Revutsky under direct. Y. Kuratch [Lytvynenko М. «My soul doth magnify the Lord»; soloists — V. Ivanenko, І. Ishchak.] England: Bristol BBC, St.Georges, 1999. 1 el. opt. disk (CD-ROM).

## Фільмографія
1. Анатомия раскола: док. фільм [у 2-х ч.] / реж. О. Леонтенко [богослуж. в супр. митр. хору Києво-Печерської Лаври під упр. М. Литвиненка.] Київ: Студія документальної кінематографії Києво-Печерської Лаври, 2002 (рос. мовою). Комплект із 2-х ел. опт. дисків (DVD-ROM).
2. Богослужения: док. фільм [у 2-х ч.] / реж. О. Леонтенко [літургії в супр. митр. хору Києво-Печерської Лаври під упр. М. Литвиненка.] Київ: Студія документальної кінематографії Києво-Печерської Лаври, 2005 (рос. мовою). 1 ел. опт. диск (DVD-ROM).
3. Владимир вспахал — Ярослав засеял: док. фільм [у 6-ти ч.] / реж. В. Георгієнко. Ч. 5 [літургія у супр. митр. хору Володимирского кафедрального собору м. Києва під упр. М. Литвиненка.] Київ: Укртелефільм, 1988 (рос. мовою). // ЦДКФФА України імені Г. С. Пшеничного. Од. зб. 10917. Плівка 35 мм.
4. Глас Печерский [відеозапис]: міжнар. фестиваль правосл. хорів / реж. О. Леонтенко [Стеценко К. «Велике славословіе» (27:00): митр. хор Києво-Печерської Лаври під упр. М. Литвиненка.] Київ: Студія документальної кінематографії Києво-Печерської Лаври, 2004 (рос. мовою). 1 відеокасета (VHS).
5. Десятилетний юбилей Предстоятельского служения Блаженнейшего митрополита Владимира: док. фільм [у 2-х ч.] / реж. О. Леонтенко [богослуж. в супр. митр. хору Києво-Печерської Лаври під упр. М. Литвиненка.] Київ: Студія документальної кінематографії Києво-Печерської Лаври, 2005 (рос. мовою). 1 ел. опт. диск (DVD-ROM).
6. Довічні свідки: док. фільм [у 2-х ч.] / реж. А. Крохмальний. Ч. 1 [літургія у супр. митр. хору Володимирського кафедрального собору м. Києва під упр. М. Литвиненка.] Київ: Укркінохроніка, 1987 (укр. мовою). // ЦДКФФА України імені Г. С. Пшеничного. Од. зб. 10603. Плівка 35 мм.
7. Зажур-гора: док. фільм [у 3-х ч.] / реж. В. Георгієнко. Ч. 2 [піснеспіви панахиди у вик. митр. хору Володимирського кафедрального собору м. Києва під упр. М. Литвиненка.] Київ: Укртелефільм, 1990 (укр. мовою). // ЦДКФФА України імені Г. С. Пшеничного. Од. зб. 12411. Плівка 35 мм.
8. Имя ему — Киев: док. фільм [у 2-х ч.] / реж. А. Федоров. Ч. 2 [літургія у супр. митр. хору Володимирського кафедрального собору м. Києва під упр. М. Литвиненка.] Київ: Укркінохроніка, 1988 (рос. мовою). // ЦДКФФА України імені Г. С. Пшеничного. Од. зб. 10917. Плівка 35 мм.
9. Колокольные звоны: док. фільм [у 2-х ч.] / реж. С. Лосєв. Ч. 2 [літургія у супр. митр. хору Володимирського кафедрального собору м. Києва під упр. М. Литвиненка.] Київ: Київнаукфільм, 1987 (рос. мовою). // ЦДКФФА України імені Г. С. Пшеничного. Од. зб. 11043. Плівка 35 мм.
10. Моя Лавра: док. фільм [у 3-х ч.] Фільм I («Время великих испытаний») / реж. О. Леонтенко. Київ: Студія документальної кінематографії Києво-Печерської Лаври, 2009 (рос. та укр. мовами). Комплект із 2-х ел. опт. дисків (DVD-ROM).
11. Пастырь: док. фільм [у 2-х ч]. Ч. 1 / реж. О. Леонтенко [Литвиненко М. «Іс полла еті, деспота»: митр. хор Успенського кафедрального собору м. Одеси, 34:22.] Київ: Студія документальної кінематографії Києво-Печерської Лаври, 2005 (рос. мовою). 1 ел. опт. диск (DVD-ROM).
12. Праздничное рождественское богослужение в Трапезном храме в сопровождении митрополичьего хора [відеозапис] / реж. О. Леонтенко. Київ: Студія документальної кінематографії Києво-Печерської Лаври, 2005 (рос. мовою). 1 відеокасета (VHS).
13. Рождество Христово [видеозапись] / реж. О. Леонтенко [богослуж. в супр. митр. хору Києво-Печерської Лаври під упр. М. Литвиненка.] Київ: Студія документальної кінематографії Києво-Печерської Лаври, 2001 (рос. мовою). 1 відеокасета (VHS).
14. Семидесятилетний юбилей Блаженнейшего митрополита Владимира: док. фільм [у 4-х ч.] / реж. О. Леонтенко [богослуж. в супр. митр. хору Києво-Печерської Лаври під упр. М. Литвиненка.] Київ: Студія документальної кінематографії Києво-Печерської Лаври, 2006 (рос. мовою). 1 ел. опт. диск (DVD-ROM).
15. С нами Бог [Архівовано 12 березня 2018 у Wayback Machine.]: док. фильм [в 2-х ч.] Фильм ІІ «Празднование 1000-летия Крещения Руси»: в 6-ти ч. Ч. IV. / реж. Б. Карпов [фрагмент стихиры на литии с чинопоследования службы Крещению Руси на подобен «О дивное чудо» Киево-Печерского распева: муж. группа митр. хора Владимирского кафедрального собора г. Киева под упр. М. Литвиненко, 7:07]. Москва: Центр. студия документальных фильмов, 1989 (на рус. языке).
16. Там, де Русь хрестили: док. фільм [у 6-ти ч.] / реж. В. Георгієнко. Ч. 3 [літургія у супр. митр. хору Володимирського кафедрального собору м. Києва під упр. М. Литвиненка.] Київ: Укртелефільм, 1989 (укр. мовою). // ЦДКФФА України імені Г. С. Пшеничного. Од. зб. 12239. Плівка 35 мм.
17. Успение: док. фільм [у 2-х ч.] / реж. В. Шестопалова [літургія у супр. митр. хору Володимирського кафедрального собору м. Києва під упр. М. Литвиненка.] Київ: Укркінохроніка, 1988 (рос. мовою). // ЦДКФФА України імені Г. С. Пшеничного. Од. зб. 10652. Плівка 35 мм.
18. Этюды о Врубеле [худож. фільм] / реж. Л. Осика [Компанійський М. «Тропар Рівноапостольному князю Володимиру» (3:45), заспіви на Страсному Євангелії (5:00), антифон Великої П'ятниці глас 6 «Одіяйся світом яко ризою» (5:30): митр. хор Володимирського кафедрального собору м. Києва під упр. М. Литвиненка.] Київ: Кіностудія імені О. Довженка, 1989 (рос. мовою).
19. 950 лет Киево-Печерской Лавре. Успение Пресвятой Богородицы: док. фільм / реж. О. Леонтенко [літургія у супр. митр. хору Володимирського кафедрального собору м. Києва під упр. М. Литвиненка.] Київ: Студія документальної кінематографії Києво-Печерськой Лаври, 2001 (рос. мовою). 1 відеокасета (VHS).

## Теле- і радіопрограми
1. До 75-річного ювілею Михайла Семеновича Литвиненка [радіопрограма.] / Золотий камертон: авт. сценарію та реж. С. Артеменко. Київ: НРКУ, 2002. // Фонотека НРКУ, компакт-диск CD № 102042.
2. До 90-річчя від дня народження регента, заслуженого діяча мистецтв України Михайла Литвиненка: радіопрограма [у 2-х ч.] / Вечірня студія «Ліра»: авт. сценарію та реж. С. Артеменко. Київ: НРКУ, канал «Культура», 2017. Дата виходу в ефір: 28.03.2017.
3. Свідок епохи [Архівовано 13 березня 2018 у Wayback Machine.] [телепрограма] / реж. В. Шестопалова. Київ: ТРК «Глас», 2007 (укр. мовою).
4. Трудом і молитвою [Архівовано 13 березня 2018 у Wayback Machine.] [телепрограма] / 82-й випуск: реж. — Н. Нікітіна, авт. сюжету «90-річчя регента Михайла Литвиненка» — Н. Стешенко-Григорьєва. Київ: ТРК «Глас», 2017 р.